# Golf de 7 Fontaines
De Golf de 7 Fontaines is een Belgische golfclub in Eigenbrakel in Waals-Brabant.
Kasteel l'Hermite is in gebruik als clubhuis.
Er zijn drie golfbanen. "Le Château" heeft 18 holes en een par van 72. Hij ligt op een heuvelachtig, bebost terrein met open stukken. De andere 18 holesbaan, "La Forêt", heeft een par van 69, en heeft veel smalle fairways in de bossen. Verder is er een 9-holes pitch & putt baan met de naam "Le Parc".